# Asociación de Mujeres de las Artes Escénicas de España en Madrid, Marías Guerreras
A.M.A.E.M. Marías Guerreras es una asociación española creada con el objetivo de promover, divulgar y fomentar la presencia de las mujeres en las artes escénicas, en cualquiera de sus disciplinas. El nombre es un homenaje a la actriz y empresaria María Guerrero, pionera en la modernización del teatro español.
Fundada en 2001, es la primera asociación nacional integrada por mujeres profesionales de todos los ámbitos de las artes escénicas: actrices, dramaturgas, directoras de escena, escenógrafas, coreógrafas, bailarinas, diseñadoras de iluminación, músicas, investigadoras, profesoras, artistas visuales o del performance, gestoras culturales y productoras teatrales.

## Objetivos
El objetivo principal de A.M.A.E.M. Marías Guerreras es promover, divulgar y fomentar la presencia de las mujeres en las artes escénicas, en cualquiera de sus disciplinas. También se busca visibilizar el papel de las mujeres del teatro, para ayudar a paliar la discriminación y contribuir a la igualdad entre mujeres y hombres en el mundo de las artes escénicas. Por último, construir un espacio vivo de creación, reflexión e investigación escénica, generado y dirigido por mujeres creadoras, así como fomentar la difusión de sus iniciativas y producciones.

## Junta directiva
La primera presidenta de la asociación fue Itziar Pascual, Premio Nacional de Teatro para la Infancia y la Juventud. Posteriormente han ejercido el cargo de presidentas, por este orden: Nieves Mateo, Pepa Sarsa, Carmen Luna, Rosalía Ángel Recuero, Margarita Reiz, Lola Cantero  y Esperanza de la Encarnación. 
Las socias fundadoras fueron Itziar Pascual, Marie Lourties, Ilda Fava, Esperanza de la Encarnación, Nieves Mateo, Cristina Regueira, Lola Cantero, Margarita Reiz y Lola Barroso. A ellas se unen posteriormente Laila Ripoll, Elisa Sanz, Amaranta Osorio, Marta Navas, Sara Rosenberg, Anabel Ochoa, Berta Ojea y así hasta 115 mujeres profesionales de las artes escénicas que han formado parte de AMAEM en algún momento desde su fundación. En 2025 la asociación cuenta con 20 socias activas. 
Desde 2022 ostenta la presidencia la primera mujer en conseguir un Premio Max al mejor diseño de iluminación: Lola R. Barroso.

## Trayectoria y actividades
Su primera propuesta, "Tras las tocas", se estrena en 2002 en el Festival Iberoamericano de Teatro de Cádiz. Un espectáculo escrito, dirigido e interpretado por las propias socias a partir de un trabajo de investigación escénica y reescritura de mitos y personajes femeninos como Medea, Bernarda Alba, Salomé, Ifigenia o la Virgen María. 
Desde entonces, la A.M.A.E.M. Marías Guerreras ha producido y estrenado más de 20 espectáculos propios y originales como: He dejado mi grito por ahí ¿lo habéis visto?, Todo irá bien, Varadas, En perseguirme mundo, ¿qué interesas?, Pinotcha; y otros tantos espectáculos generados a partir de la cohesión y mezcla de textos u obras breves diversas: Piezas Hilvanadas, Piezas de Bolsillo, El día de la culpa, Confesiones, Lo que callan las madres, No más lágrimas, Silenciadas y el último espectáculo estrenado en 2025, Paisaje con Jaula.
Estos espectáculos se han venido mostrando en diversos espacios escénicos ubicados en la ciudad de Madrid, como la Sala Cuarta Pared, Teatro de las Aguas, Sala Triángulo, Teatro Lagrada, El Montacargas, Nave 73 y también en instituciones como la SGAE y la CASA DE AMÉRICA, que ha albergado tres ciclos consecutivos de la AMAEM, en donde no solo han mostrado sus espectáculos sino que han realizado actividades pedagógicas y de reflexión teatral. 
Las Marías Guerreras han estado presentes en diferentes festivales como la Muestra de Teatro de las Autonomías, el Festival Internacional Madrid Sur o el Festival de Teatro Vecinal de Moralzarzal, sin olvidar las citas del Encuentro de Mujeres del FIT de Cádiz o su presencia en ferias como la Feria de Artes Escénicas de San Sebastián, muestras como La Noche en Blanco en el Teatro Galileo de Madrid, o efemérides, como la convocada por la Universidad Complutense en conmemoración de la obtención del sufragio femenino en España.
Entre sus actividades, aparte de la elaboración de espectáculos teatrales, cabe destacar el desarrollo de talleres, cursos, seminarios, conferencias y mesas redondas, así como la realización de homenajes a mujeres relevantes en la vida escénica española como María Asquerino y Berta Riaza. 

## Publicaciones
Flotar sin máscara (2018). Alicia Casado, Marina Castiñeira, Carmen Gómez de la Bandera, Blanca Ortiga y Margarita Reiz. Ed. Irreverentes.
El teatro de papel (2008). Alicia Casado y Aina Tur. Ed. Primer Acto, Ayto. de Madrid y AAT.
De la vanguardia a la memoria. III Ciclo de las Marías Guerreras en Casa de América (2006). VV.AA. Ed. Castalia.
Mujeres en seis actos. II Ciclo de las Marías Guerreras en Casa de América (2005). VV.AA. Ed. Castalia.
I Ciclo de las Marías Guerreras en Casa de América (2004). VV.AA. Ed. Teatro del Astillero. Col. Teoría Escénica.
La producción editorial de las Marías Guerreras se completa con publicaciones en revistas especializadas como Primer Acto, El Cultural, ADE Teatro, La Unión de Actores, Artezblai, La República de las letras; y colaboraciones en colecciones de libros, como la Asociación de Autores de Teatro, la Asociación de Directores de Escena de España o el FIT de Cádiz. 
Entre las investigaciones sobre los trabajos de la asociación y tesis doctorales, hay que destacar la realizada por Itziar Pascual Ortiz en su libro de 2014: “La AMAEM Marías Guerreras: Asociacionismo de Mujeres y Acción Cultural”.

## Reconocimientos y premios
A lo largo de estos años, las Marías Guerreras han contado con el apoyo de Teatro Español, Fundación SGAE, Ayuntamiento de Madrid, FIT de Cádiz, Comunidad de Madrid, Ministerio de Cultura, habiendo obtenido además los siguientes reconocimientos:
2017. Premio Rosa María García Cano de la Feria de Teatro de Castilla y León “a la promoción, visibilidad y revalorización de las artes escénicas” en Ciudad Rodrigo.
2014. XIV Premio Palma de Alicante en la XXII Muestra de Teatro Español de Autores Contemporáneos. Alicante.
2005. Premio Teatro joven de la Fundación Carolina Torres Palero. Valencia.

## Todas las Marías Guerreras
Listado completo de todas las mujeres que han formado parte de A.M.A.E.M. Marías Guerreras en algún momento, por categorías:
Dramaturgas: Alicia Casado, Amaranta Osorio, Amelia Peco, Ángela Sánchez, Antonia Bueno, Ásun Bernández, Eva Hibernia, Juana Casado, Itziar Pascual, Margarita Reiz, Mª Ángeles Maeso Cano, Marie Lourties, Marina Castiñeira, Sara Rosenberg, Virginia Campón y Yolanda Dorado.
Directoras: Andrea de Gregorio, Blanca Ortiga, Carmen Gómez de la Bandera, Carmen Luna, Coral Ros, Elisa Garza, Esperanza de la Encarnación, Eva Parra, Gema Aparicio, Katarina Daucik, Laila Ripoll, Memé Tabares, Pepa Sarsa, Valle Hidalgo y Victoria Paniagua.
Escenógrafas: Cristina Robledano, Diana Dúo, Elisa Sanz, Mónica Rühle y Rocío Gil.
Iluminadoras: Lola R. Barroso y Miriam Vargas.
Compositoras e intérpretes: Carmen Cecilia Piñeiro Gil, Lola Barroso y Toñi Mora.
Investigadoras: Rocío González Naranjo
Actrices: Ainhoa Pareja, Ana Casas, Ana Lucía Billate, Anabel Ochoa, Antonia Paso, Berta Ojea, Candela Moreno, Celia Ruiz, Charo Gabella, Cova de Alfonso, Cristina Regueira, Cristina Sánchez Izquierdo, Daniela García Casilda, Dora de Miguel, Ena Fernández, Estela Redondo, Eva Barceló, Eva Olmo, Gemma Ibarra, Gema Palomo, Ilda Fava, Inés Sájara, Isabel Jiménez, Isabel María Díaz, Lola Cantero, Mamen Agüera, Margalida Jover, Mari Cruz Panchuelo, María Aguayo, María Cabrera, María José Leante, Marta Alonso, Marta Navas, Mayte Atarés, Mercedes Arbizu, Nati Arribas, Nekane García, Nieves Mateo, Olaya Menéndez Acebal, Olga Peris, Paola Matienzo, Raquel Verdugo Matesanz, Rosa Sánchez, Rosalía Ángel Recuero, Saida Santana, Sara Alonso, Sara Martín, Sol Montoya, Sonia Baratas Alves y Susana Merino.
Bailarinas: África Clua Nieto y Carola Recio Velázquez
Caracterización: Carmela Cristóbal y Gema Solanilla
Dirección artística: Florencia Campanini
Otras: Ana Rodríguez Almeida, Begoña Blanco, Carmen Abarca Llorente, Carmen Saá Díaz, Concha Guerrero, Cristina Abadía, Cristina Marcos, Cristina Sánchez Beamonte, Edelae López Tamayo, Iris Loira, Isabel Amenyugo, Laura Rodríguez, Lua Natalia López, Pepa Fernández Campos, Rosana Rodríguez, Sheila Moral Salcedo, Teresa Mollinedo de las Heras y Verónica Oliva Maudes.